# Аари
Аари, или ари, ― язык омотской языковой семьи, распространённый на юге Эфиопии. Носители этого языка известны под названием шанкилла (или шанкелла), которое является пейоративом; большинство носителей неграмотны. Первый перевод Нового Завета на аари был опубликован в 1997 году.

## История
В конце 1800-х годов правители амхара были сосланы к реке Омо императором Эфиопии Менеликом II. К началу 1900-х годов правители амхара стали владельцами этого региона, в то время как шанкилла стали крепостными крестьянами. Однако в 1974 году монархия была свергнута, и носители аари смогли вернуть свои национальные земли. С тех пор социальное и экономическое положение значительно улучшилось, и интерес к образованию процветал; большинство городов, населённые носителями аари, имеют хотя бы одну школу. В большинстве общин есть православная церковь, однако существует значительная часть носителей аари, которые также практикуют свои традиционные верования.

## Статус
Согласно переписи 2007 года, число носителей языка аари — около 253 тыс. человек, из которых 129 350 человек владеют только своим языком. 13 319 человек знают аари как второй язык.
На аари говорят дома и в местных магазинах. Количество народа шанкилла растёт, и, следовательно, растёт количество говорящих на языке аари. Язык изучается всеми представителями народа шанкилла; кроме того, он хорошо известен представителям соседних племён. Многие носители кроме аари используют амхарский — официальный язык Эфиопии, а также воламо, другой язык омотской семьи.

## Диалекты
Язык аари имеет одиннадцать диалектов, каждый из которых используется соответствующим племенем: гозза, бако, бийо, галила, лайдо, сэйки, шангама, сидо, вубахамер и зеддо. Они, в целом, взаимопонятны, но всё же существуют некоторые различия.
Ниже представлен список диалектов. Альтернативные названия представлены в скобках.
- Бако
- Бийо (Био)
- Лайдо
- Сэйки
- Шангама
- Сидо
- Вубахамер (Убамер)
- Зеддо
- Гозза
- Галило

## Фонетика
Список согласных аари: [m], [b], [f], [t̪], [d̪], [ɗ], [n], [r], [s], [z], [t͡͡s], [t͡sʼ], [t̠͡͡ʃʼ], [d̠͡͡ʒ], [t̠͡͡ʃ], [w], [ɓ°], [l], [ʃ], [ʒ], [j], [k], [g], [q], [ʔ], [ɦ].
Список гласных аари: [iː], [e̞ː], [ɛ], [aː], [a], [u], [uː], [ɔ̝], [o̞ː], [i̞.]. Гласные произносятся главным образом с придыханием, то есть при их произношение нужно ярко выдыхать воздух. При записи языка латиницей придыхание обозначается акутом.

## Грамматика
Язык имеет типологию порядка слов субъект-объект-глагол, то есть русское предложение «корова (субъект) ест (глагол) траву (объект)» в аари будет звучать как «корова (субъект) траву (объект) ест (глагол)».

### Глагол
Большинство каузативных форм глагола образуется добавлением к основе суффикса -sis-. Например, основа buruk означает кипячение. Каузативная форма для buruk- — burukš-, что делает глагол «кипятить» неправильным. Если нужно сказать «кипятить» в инфинитиве, к основе buruk добавляется показатель инфинитива; в этом случае показатель — -inti, поэтому «кипятить» будет burukinti. Каузативная форма этого глагола в 3 л. ед. ч. в перфекте— búrukse («он/она/оно вскипятил/вскипятила/вскипятило»). Форма настоящего времени — búrukše («он/она/оно кипятит»).
С глаголом buruk можно использовать существительное, которое будет обозначать что-то кипячённое: Búrukše... означает «Он вскипятил», а «Он вскипятил воду» будет Noqá búrukše. В аари подлежащее стоит перед сказуемым, поэтому предложение Búrukše noqá будет грамматически неправильным.

## Орфография
Язык аари использует как латинский алфавит, так и эфиопское письмо, однако только приблизительно 10 % носителей этого языка могут читать. Школьное образование в регионе, где говорят на аари, не развито, вследствие чего язык используется почти всегда только в устной речи. Несмотря на это, в некоторых деревнях существуют школы, где прилагаются усилия для того, чтобы сделать носителей языка грамотными.
Вместе с Новым Заветом, на аари были переведены Бытие, Исход, книги Самуила, книги Царей, Ефсирь, Руфь, Псалтирь, Левит, Книга Иисуса Навина и Книга Судей Израилевых, однако только Бытие было издано. Некоторые иностранные организации помогают завершить на аари перевод Библии, чтобы увеличить общий процент грамотности среди носителей.
Алфавит аари на эфиопской графической основе:
| МФА | ə | u | i | a | e | ɨ/- | o |
| --- | - | - | - | - | - | --- | - |
| h   | ሀ | ሁ | ሂ | ሃ | ሄ | ህ   | ሆ |
| l   | ለ | ሉ | ሊ | ላ | ሌ | ል   | ሎ |
| m   | መ | ሙ | ሚ | ማ | ሜ | ም   | ሞ |
| ś   | ሠ | ሡ | ሢ | ሣ | ሤ | ሥ   | ሦ |
| r   | ረ | ሩ | ሪ | ራ | ሬ | ር   | ሮ |
| s   | ሰ | ሱ | ሲ | ሳ | ሴ | ስ   | ሶ |
| ʃ   | ሸ | ሹ | ሺ | ሻ | ሼ | ሽ   | ሾ |
| kʼ  | ቀ | ቁ | ቂ | ቃ | ቄ | ቅ   | ቆ |
| b   | በ | ቡ | ቢ | ባ | ቤ | ብ   | ቦ |
| t   | ተ | ቱ | ቲ | ታ | ቴ | ት   | ቶ |
| t͡ʃ  | ቸ | ቹ | ቺ | ቻ | ቼ | ች   | ቾ |
| n   | ነ | ኑ | ኒ | ና | ኔ | ን   | ኖ |
| ʔ   | አ | ኡ | ኢ | ኣ | ኤ | እ   | ኦ |
| k   | ከ | ኩ | ኪ | ካ | ኬ | ክ   | ኮ |
| w   | ወ | ዉ | ዊ | ዋ | ዌ | ው   | ዎ |
| z   | ዘ | ዙ | ዚ | ዛ | ዜ | ዝ   | ዞ |
| ž   | ዠ | ዡ | ዢ | ዣ | ዤ | ዥ   | ዦ |
| j   | የ | ዩ | ዪ | ያ | ዬ | ይ   | ዮ |
| d   | ደ | ዱ | ዲ | ዳ | ዴ | ድ   | ዶ |
| dʼ  | ዸ | ዹ | ዺ | ዻ | ዼ | ዽ   | ዾ |
| d͡ʒ  | ጀ | ጁ | ጂ | ጃ | ጄ | ጅ   | ጆ |
| ɡ   | ገ | ጉ | ጊ | ጋ | ጌ | ግ   | ጎ |
| tʼ  | ጠ | ጡ | ጢ | ጣ | ጤ | ጥ   | ጦ |
| t͡ʃʼ | ጨ | ጩ | ጪ | ጫ | ጬ | ጭ   | ጮ |
| pʼ  | ጰ | ጱ | ጲ | ጳ | ጴ | ጵ   | ጶ |
| ṣ   | ጸ | ጹ | ጺ | ጻ | ጼ | ጽ   | ጾ |
| p   | ፐ | ፑ | ፒ | ፓ | ፔ | ፕ   | ፖ |
| МФА | ə | u | i | a | e | ɨ/- | o |